# Trachylepis tschudii
Trachylepis tschudii es un eslizón enigmático, supuestamente de Perú. Descrita por primera vez en 1845 a partir de un único espécimen, podría ser la misma que la lagartija de Noronha (T. atlantica) de Fernando de Noronha, al noreste de Brasil. T. tschudii representa uno de los dos registros dudosos del género africano Trachylepis en Sudamérica continental; el otro es T. maculata de Guyana. 
El único espécimen, el holotipo, es principalmente marrón por encima, con manchas oscuras y claras, y blanco por debajo. La longitud del hocico al hocico es de 83 mm (3,3 pulgadas). Varias características de las escamas la alinean con Trachylepis sobre el género americano relacionado Mabuya.

## Taxonomía
En 1845, el zoólogo suizo Johann Jakob von Tschudi describió la nueva especie Trachylepis (Xystrolepis) punctata entre otras especies que había recolectado en Perú. La especie se registró como originaria de la «región selvática» (Amazonia) de Perú y se conocía a partir de un único espécimen, el holotipo. En 1887, G.A. Boulenger la situó en una posición incierta dentro del género Mabuia, que incluía al Trachylepis de Tschudi. En 1907, en una reevaluación de algunos reptiles y anfibios de Tschudi, J. Roux redescribió a punctata con el nombre de «Mabuia punctata», pero no comentó sus afinidades. En 1935, E.R. Dunn revisó algunas Mabuya americanas y comentó que era incapaz de decir la identidad de punctata, pero que probablemente no era una verdadera Mabuya.
En 1946, H. Travassos consideró que la Tschudi punctata era idéntica a la lagartija de Noronha (entonces conocida como Mabuya punctata), una especie que sólo se conocía en Fernando de Noronha, un pequeño archipiélago al noreste de Brasil. J. Peters y R. Donoso-Barros prefirieron situarla con una de las especies de Mabuya de la Amazonia y la clasificaron como sinónimo menor de Mabuya mabouya. Al revisar la nomenclatura del eslizón de Noronha, P. Mausfeld y D. Vrcibradic observaron en 2002 que el nombre de Tschudi punctata estaba preocupado dentro de Mabuya, por lo que no estaba disponible para su uso como nombre válido. No pudieron examinar el holotipo y por lo tanto no comentaron sobre sus afinidades. En el mismo año, Mausfeld y otros dividieron el género Mabuya, reteniendo la mayoría de las especies americanas en Mabuya pero colocando las especies africanas y el eslizón de Noronha en un género separado Euprepis; este último nombre fue corregido más tarde a Trachylepis.
En 2009, A. Miralles y otros revisaron la especie de Tschudi y volvieron a examinar el holotipo. Al igual que Mausfeld y Vrcibradic, observaron que el nombre punctata es preocupante; los usos anteriores del nombre en Trachylepis incluyen Lacerta punctata por Linnaeus, 1758, que consideran un sinónimo de Trachylepis homalocephala de Sudáfrica, y Tiliqua punctata J.E. Gray, 1839, un nombre anterior para el eslizón de Noronha. (El primero fue asignado a Lygosoma punctatum, un miembro de otro género de eslizones, por Bauer en 2003). Miralles y colaboradores propusieron un nuevo nombre, Trachylepis tschudii, para reemplazar el nombre de Tschudi punctata; el nuevo nombre honra a Tschudi, quien describió por primera vez el animal. Lo asignaron al género Trachylepis, en lugar de Mabuya, basándose en varios caracteres de la anatomía externa que comparte con el primero, pero no pudieron resolver su ubicación dentro de Trachylepis. Es distinta de T. maculata, una especie registrada en Guyana que representa otro registro dudoso de Trachylepis en Sudamérica continental. Consideraron tres hipótesis: (1) T. tschudii es una especie real, pero muy rara, de la Amazonia; (2) T. tschudii es realmente de algún lugar del Viejo Mundo, pero su origen fue registrado erróneamente; y (3) T. tschudii representa la misma especie que el eslizón de Noronha, y o bien representa una población amazónica desconocida de esa especie o realmente proviene de Fernando de Noronha y fue etiquetada erróneamente. Teniendo en cuenta la gran similitud entre T. tschudii y el eslizón de Noronha, consideraron que la tercera hipótesis era la más probable.

## Descripción

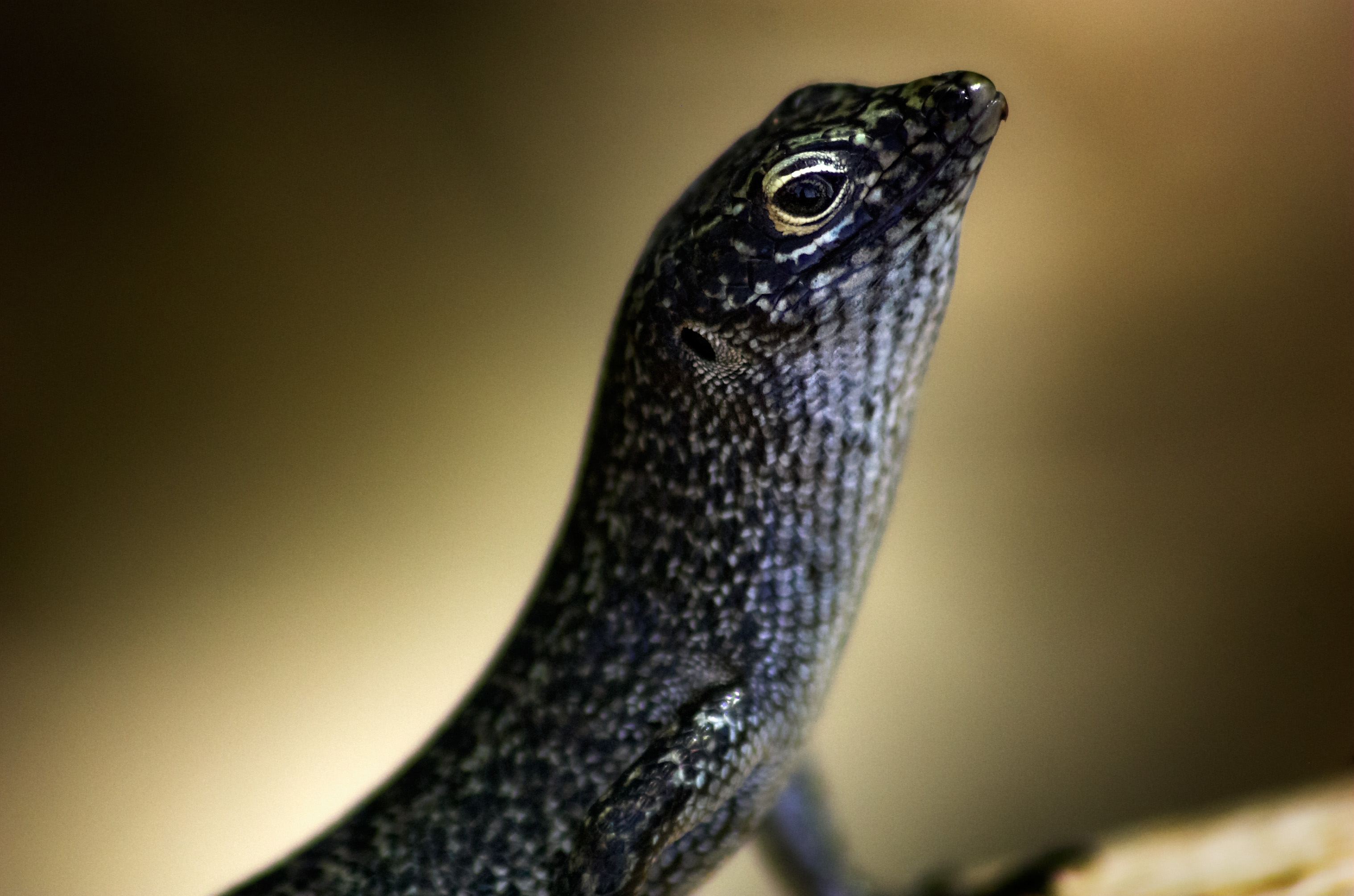
El eslizón de Noronha puede ser la misma especie que Trachylepis tschudii

El holotipo y único ejemplar conocido, en muy mal estado, se conserva en el Museo de Historia Natural de Neuchâtel como ejemplar MHNN 91.2426. Tiene cinco lóbulos auriculares delante de las orejas a cada lado de la cabeza, 39 filas de escamas alrededor de la parte media del cuerpo, quillas en sus escamas dorsales, y la tercera escama supraocular en contacto con la escama frontal, todos los caracteres que la alinean con Trachylepis en lugar de Mabuya. La otra putativa Trachylepis sudamericana continental, T. maculata, tiene cinco en lugar de tres quillas, 32 a 34 escamas en la parte media del cuerpo, y escamas parietales separadas. T. tschudii coincide con el eslizón de Noronha en tamaño, coloración, número de escamas y caracteres discretos, como tener las escamas supranasales, parietales y prefrontales todas en contacto.
El hocico es estrecho y largo. El párpado inferior contiene un gran disco transparente. La cabeza es de color marrón oliva. Hay escamas negras con un borde blanco entre los ojos y las orejas. El cuerpo es algo más oscuro que la cabeza y está cubierto de manchas irregulares blancas y negras por encima y blanco azulado por debajo. Las extremidades son de color blanco amarillento por debajo. La cola es marrón claro por encima, pero tiene dos filas de manchas más oscuras, y blanco amarillento por debajo. La longitud del hocico al hocico es de 83 mm (3,3 in), la longitud de la cabeza 10 mm (0,39 in), la anchura de la cabeza 6,5 mm (0,26 in), la longitud del cuerpo 33 mm (1,3 in), la longitud de la extremidad anterior 15 mm (0,59 in), la longitud de la extremidad posterior 23 mm (0,91 in), y la longitud de la cola (incompleta) 40 mm (1,6 in).